# Petiville (Calvados)
Petiville è un comune francese di 521 abitanti situato nel dipartimento del Calvados nella regione della Normandia.

## Società

### Evoluzione demografica
Abitanti censiti